# Estación de Macarena
Macarena será una estación de la línea 3 del metro de Sevilla, proyectada para situarse en la Ronda histórica, frente a la Basílica de la Macarena y el Parlamento de Andalucía. La estación formará parte del trazado de la futura línea 3, cuya construcción busca mejorar la conectividad del norte de la ciudad con el resto de la red de metro.
Se estima que las obras comiencen en 2026, con una previsión de inauguración en 2030. La estación estará diseñada para facilitar la intermodalidad, ya que en la zona hacen parada varias líneas de autobuses urbanos e interurbanos, lo que permitirá mejorar la movilidad en este punto estratégico de Sevilla.
Como el resto de estaciones de la línea 3, se espera que cuente con accesibilidad universal, escaleras mecánicas, ascensores y sistemas de venta automática de billetes, además de un diseño adaptado para optimizar la seguridad y la eficiencia energética.

## Líneas y correspondencia
| << cabecera        | < estación           | línea | estación > | cabecera >>          |
| ------------------ | -------------------- | ----- | ---------- | -------------------- |
| Pino Montano Norte | Hospital V. Macarena |       | Capuchinos | Hospital V. de Valme |

## Conexiones

### Autobuses urbanos
Diversas líneas de autobuses urbanos propiedad de la empresa TUSSAM tienen parada en la proximidad de la futura estación.
|  |  | N.º de parada | LÍNEA | Trayecto                          | Zona         |
|  |  | ------------- | ----- | --------------------------------- | ------------ |
|  |  |               | 1     | Polígono Norte V. Del Rocio       | Transversal  |
|  |  | 28 y 238      | 2     | Puerta Triana - Heliópolis        | Transversal  |
|  |  | 925 y 238     | 13    | Plaza del Duque - Pino Montano    | Radial Norte |
|  |  | 19            | C1    | << Circular exterior              | Circular     |
|  |  | 26            | C2    | Circular exterior >>              | Circular     |
|  |  | 19            | C3    | << Circular interior              | Circular     |
|  |  | 925           | C4    | Circular interior >>              | Circular     |
|  |  | 925 y 238     | A2    | Prado S. Sebastián - San Jerónimo | Noctura      |
|  |  |               |       |                                   |              |

### Autobuses interurbanos
| LÍNEA | Trayecto                                       | Zona |
| ----- | ---------------------------------------------- | ---- |
| M-110 | La Algaba                                      | C    |
| M-150 | Almensilla                                     | C    |
| M-151 | Mairena del Aljarafe (Urb. Puebla del Marqués) | C    |

- Aparcamiento de rotación.
- Aparcamiento de bicicletas.